# Ципсела
Ципсела (лат. cypsela, плурал cypselae) је врста синкарпног непуцајућег плода типичног за породицу Asteraceae. Ципсела је најближа ахенији, мада за разлику од ње, која је монокарпна, настаје из две срасле, подцветне, карпеле које граде једну шупљину (једнооке су, монолокуларне), У плоду се формира једно семе са мало ендосперма или без њега, а плод има папус који настаје из ткива које не припада карпелама већ настаје из чашице. Папус је у облику криоца, длачице или ости. Код неких врста папус са зрењем плода опада (Zinnia). Због учешћа ткива која на настају из зида плодника, ципселу многи сврставају у псеудокарп (лажни плод).
- Ципселе код газаније.
- Ципселе код шушкавца.
- Ципселе код маслачка.
- Ципселе без папуса код циније.